# 삼천초등학교 (경북)
삼천초등학교는 대한민국 경상북도 예천군 감천면 천향리에 있었던 초등학교이다.

## 연혁
- 1937년 6월 11일 감천공립보통학교 진방간이학교 설립인가
- 1944년 4월 19일 감천서부국민학교 개교
- 1948년 2월 20일 현 위치로 이전
- 1953년 5월 19일 삼천국민학교 명칭 변경
- 1996년 3월 1일 삼천초등학교로 개칭
- 1999년 3월 1일 감천초등학교로 통합